# 阿卡拉乌
阿卡拉乌是巴西塞阿拉州的一座城市，面积842.88平方公里，人口52,123人（2007年）。